# Paracoquimbite
La paracoquimbite est une espèce minérale de la famille des sulfates, et de formule chimique FeIII4(SO4)6(H2O)12·6 H2O. Sa formule, anciennement Fe2(SO4)3·9 H2O, a été modifiée en 2019 pour mieux refléter sa relation homéotypique avec la coquimbite. La formule actuelle est globalement le double de l'ancienne. 
Décrite en 1933 par le Français Henri-Léon Ungemach (en), et baptisée à partir du grec ancien παρά « para » [près de] et en raison de sa relation avec la coquimbite, elle a été validée par l'IMA à posteriori qui lui a attribué le symbole Pcoq. Le nom de la coquimbite, lui-même, fait référence à sa localité type de la province de Coquimbo, au Chili. 
La paracoquimbite a plusieurs localités type en les mines d'Alcaparrosa (commune d'Antofagasta), de Queténa (Calama), et le gisement de Tierra Amarilla (Région d'Atacama), toutes au Chili.
Dans la classification de Strunz, elle est recensée comme sulfate sans anions supplémentaires, hydraté, et avec uniquement des cations de taille moyenne. Dans la classification de Dana, elle figure comme acide hydraté et sulfates de structure (A)2 (XO4)3 · x(H2O).
Elle est membre du groupe de la coquimbite avec l'aluminocoquimbite et la coquimbite. Elle a pour synonyme blakéite.

## Chimie et structure
La paracoquimbite a une masse molaire de 1124,035 g/mol selon la formule la plus récente, ou la moitié de cette valeur sur une maille unique. Très hydratée (28,69 %) et très oxydée, elle est composée à 42,74 % de trioxyde de soufre SO3 et 28,41 % d'oxyde de fer Fe2O3.
| Composition | Composition |
| ----------- | ----------- |
| Fer         | 19,87 %     |
| Hydrogène   | 3,23 %      |
| Soufre      | 17,12 %     |
| Oxygène     | 59,78 %     |

Elle constitue un dimorphe de la coquimbite avec qui elle a une relation épitaxiale ou polytypique, c'est-à-dire que les deux minéraux se forment côte à côte, parallèle et partagent une surface de contact {0001}, d'où partent des excroissances en forme de sceptre. 
La coquimbite et la paracoquimbite, ont été étudiées par diffraction des rayons X sur monocristal. Leur structure cristalline complexe repose sur des octaèdres de fer (et d’aluminium pour la coquimbite), des groupes sulfate et de nombreuses molécules d’eau, maintenues par un réseau dense de liaisons hydrogène. Les analyses spectroscopiques confirment la cohérence des modèles structuraux, facteur de stabilité de ces minéraux.

## Formation
La paracoquimbite s'est formée à partir de la grande Oxydation, il y a 2,4 millards d'années (stade paragénétique 7) par altération hydrothermale superficielle (mode 46 voire 22) de minéraux antérieurs, notamment des sulfates et sulfites (mode 47a et 47b). Elle a pu aussi se former il y a 360 millions d'années au stade 10a d'oxygénation biotique néoprotérozoïque, lors de la genése du charbon et du schiste bitumineux (mode 50).

## Gîtologie et gisements
La paracoquimbite se trouve dans le contexte géologique des zones d’oxydation dans les gisements de pyrite, en particulier dans les régions arides. Elle est associée dans ses localités type à la coquimbite, la römerite, la szomolnokite, la quenstedtite, la ferricopiapite, la rozenite, et la voltaïte.
La base de données minéralogique Mindat.org recense, en 2025, 33 gisements dans le monde, 17 en Europe, dont 2 en France : la mine de Fontsante à Tanneron près de Draguignan dans le Var et l'affleurement de Quistiav à Guern dans le Morbihan.